# Тесленко, Геннадий Петрович
Геннадий Петрович Тесленко (6 ноября 1928, Чита, Дальневосточный край — январь 2011) — советский деятель правоохранительных органов, учёный и педагог, кандидат технических наук (1978), генерал-лейтенант внутренней службы (1980). Начальник ВНИИПО МВД СССР (1968—1979). Начальник Главного управления вневедомственной охраны МВД СССР (1979—1987).

## Биография
Геннадий Петрович Тесленко родился 6 ноября 1928 года в семье рабочих в городе Чите Читинского округа Дальневосточного края, ныне город — административный центр Забайкальского края.
В 1951 году после окончания  Сибирского лесотехнического института — старший помощник начальника отделения Управления пожарной охраны Красноярского края. 
С 1953 года после окончания Высших пожарно-технических курсов МВД СССР назначен начальником Отдела службы и подготовки УПО Красноярского края. С 1959 года начальник Отдела пожарной охраны Управления внутренних дел Курганской области. С 1962 года начальник УПО Управления внутренних дел Новосибирской области.
С 1968 года  начальник Всесоюзного научно-исследовательского института пожарной охраны МВД СССР. Внёс ощутимый вклад в разработку и внедрение систем противопожарной защиты космического корабля в программе «Союз — Аполлон» и других космических аппаратов, в обеспечение охранно-пожарной сигнализацией комплекса объектов Олимпийской деревни. 
В 1978 году защитил диссертацию «Исследование компоновочной схемы пожарного автомобиля», кандидат технических наук.
С августа 1979 года по декабрь 1987 года начальник Главного управления вневедомственной охраны МВД СССР. В 1980 году присвоено звание генерал-лейтенант внутренней службы. С 1986 года руководил подразделениями от МВД СССР в ликвидации аварии на Чернобыльской АЭС.
С 1992 года на пенсии. С 1990 по 2006 годы председатель Президиума ЦС ВДПО
Геннадий Петрович Тесленко ушёл из жизни в январе 2011 года.

## Награды
- Орден Дружбы, 4 марта 1999 года[5]
- Орден Октябрьской Революции
- Орден Трудового Красного Знамени
- Орден «Знак Почёта»
- 10 медалей, в т. ч.:
  - Медаль «В ознаменование 100-летия со дня рождения Владимира Ильича Ленина», 1970 год
  - Медаль «За отвагу на пожаре», трижды
- Лауреат премии Совета Министров СССР, 1980 год

## Книги
- Обухов Ф.В., Тесленко Г.П., Зубрев В.И. Зарубежная пожарная техника. — М., 1973. — 67 с. — 1000 экз.[6]
- Зарубежная пожарная техника. Обзор экспонатов выставки «Пожар. техника-75» / Под ред. Г.П. Тесленко. — М., 1977. — 229 с. — 8500 экз.[7]

## Труды
- Обухов Ф. В., Тесленко Г. П., Зубрев В. И. Зарубежная пожарная техника / ВНИИ противопожарной обороны. — М., 1973. — 67 с.